# Alfred Gilder
Pour les articles homonymes, voir Gilder.
Alfred Gilder, né le 25 janvier 1945 à Bagdad, est un essayiste d’origine anglaise et ancien haut fonctionnaire français. Le 30 janvier 2025, il a été élu président de l'Association des Écrivains combattants, fondée en 1919 et reconnue d'utilité publique en 1931. Il avait été, de 1995 à 2016, président de Théâtre 13, théâtre subventionné par la Ville de Paris et couronné de Molière

## Biographie

### Origines
Alfred Gilder naît avec la nationalité anglaise à Bagdad, où son père (britannique) est détaché auprès du roi d'Irak Fayçal Ier.
Il a appris le français à l’âge de dix ans.

### Études
Il est diplômé de l'Institut d'études politiques de Paris (promotion 1970) et ancien élève de l'École nationale d'administration (promotion Michel-de-L'Hospital, 1977-1979).

### Carrière administrative
A la sortie de l'ENA, il a été de 1979 à 1983 administrateur au ministère de l'économie et des finances, direction du personnel et des services généraux, chargé d'abord de la formation professionnelle, puis de l'élaboration du budget du ministère.
Il a été chef du bureau de la fiscalité locale et du potentiel économique de la ville de Paris de 1983 à 1985, puis sous-directeur de 1985 à 1995 à la direction des affaires sociales, de l'enfance et de la santé, et ensuite à la direction de l'architecture.
Nommé directeur général de la Société d'économie mixte immobilière interdépartementale de la région parisienne (SEMIDEP) en 1995, il en démissionne en 1997, ; Il est remplacé par Bernard Antignac.
De 1997 à  2001, il revient à la Ville de Paris comme directeur adjoint de la Voirie, puis directeur adjoint des Affaires culturelles.
En outre, il a été, de 1984 à 2000, chargé de mission puis conseiller technique auprès de l'association internationale des maires francophones en 1993 présidée par le maire de Paris.
De retour dans son ministère, il est nommé contrôleur financier du ministère de l'Économie, des Finances et de l'Industrie, puis en 2008, chef de mission du Contrôle général économique et financier.
Par ailleurs, il a été haut fonctionnaire de terminologie du ministère de l'économie, des finances et de l'industrie. À ce titre, il  a eu la charge de sept commissions ministérielles (économie et finances, informatique, télécommunications, nucléaire, automobile, pétrole et gaz, chimie et matériaux).[source insuffisante]
Il a été membre du Comité interministériel pour la simplification du langage administratif (COSLA).
Il avait été membre de la Commission de néologie et de terminologie des ministères des Finances et de celle de la Justice.

### Défense du français
Membre de diverses commissions ministérielles de terminologie et de l’association Avenir de la langue française, Alfred Gilder est l’auteur, en 1999, de En vrai français dans le texte, dictionnaire franglais-français. Il voit dans le déferlement de mots anglais un fléau pour le français et propose des équivalents pour les 8 000 termes et locutions en anglais qu’il a recensés. Au total, il a écrit une douzaine de livre de défense et illustration de la langue française (voir ci-dessous).

## Publications
- Et si l'on parlait français ? : essai sur une langue universelle (préf. Claude Hagège), Paris, Le Cherche-Midi, coll. « Documents », 1993, 239 p. (ISBN 978-2-86274-265-6, BNF 35576661)
- En vrai français dans le texte : dictionnaire franglais-français, Paris, Le Cherche-Midi-Agence de la francophonie, coll. « Documents », 1999, 376 p. (ISBN 978-2-86274-663-0, BNF 37054216)
- Dir. avec Philippe Lottiaux, L'AIMF en action : des mairies et des hommes, Paris, Le Cherche-Midi, 1999, 143 p. (ISBN 978-2-86274-709-5, BNF 37168850)
- Avec Albert Salon, Alerte francophone : plaidoyer et moyens d'actions pour les générations futures, Paris, Arnaud Franel, 2004, 222 p. (ISBN 978-2-89603-003-3, BNF 40776131)
- Le Français administratif : écrire pour être lu (préf. Claude Hagège), Paris, Glyphe, coll. « Le Français en héritage », 2006, 327 p. (ISBN 978-2-911119-78-1, BNF 40140235)
- L'Anthologie des jeux avec les mots (préf. Anne Roumanoff, postface Claude Hagège), Paris, Le Cherche-Midi, 2009, 395 p. (ISBN 978-2-7491-1489-7, BNF 41491208f)
- Le Dico des mots rigolos, Paris, Glyphe, coll. « Le Français en héritage », 2010, 364 p. (ISBN 978-2-35285-075-5, BNF 42330347)
- Oui, l'économie en français c'est plus clair (préf. Abdou Diouf), Chaintreaux, France-Empire, 2013, 188 p. (ISBN 978-2-7048-1186-1, BNF 43540771)
- Le Bêtisier de la République : ils nous auront bien fait rire, Paris, Glyphe, 2014, 226 p. (ISBN 978-2-35285-089-2, BNF 43894186)
- Sous la dir. de Jean-Joseph Julaud, Le Petit Dico français-anglais, Paris, First, 2014, 160 p. (ISBN 978-2-7540-5827-8, BNF 43767780)
- Cinq cents mots rigolos, Paris, Glyphe, coll. « Le Français en héritage », 2015, 236 p. (ISBN 978-2-35285-094-6, BNF 44335778)
- Cent une citations qui ont fait l'histoire de France (préface de Jean-Joseph Julaud), Paris, Glyphe, 2017
- Les 300 plus belles fautes à ne pas faire (préf. Christophe Barbier), Paris, Omnibus, coll. « Bibliomnibus », 2018, 256 p. (ISBN 978-2-258-14803-1, BNF 45469755)
- Le Joueur de mots : le dico du français amusant (préf. Jean Orizet, ill. Jérôme Cassegrain), Paris, Glyphe, 2018 (ISBN 978-2-35285-107-3, BNF 45517145)
- Les 101 plus belles fautes à ne pas faire… et autres extravagances. Omnibus. 2018. Le Seuil, collections «Points». 2019.
- 300 expressions bien françaises pour épater la galerie. Omnibus. 2019, réédition France Loisirs 2020.
- Invraisemblable, mais vrai ! Éditions Glyphe. 2020.
- Écrire sans fautes, sans faute ! Et avec style. Éditions Glyphe. 2020.
- Vacances de porcelaine, roman, 2023.
- Les Bons Mots d’Alfred Gilder. Éditions Glyphe. 2024.

### Direction d'ouvrages collectifs
- J’aime la France, Éditions Glyphe. 2022.
- Compagnons de la Libération écrivains, Éditions Glyphe. 2023.

## Distinctions
- Chevalier de l'ordre des Palmes académiques[13].
- Chevalier de la Légion d'honneur[Quand ?]
- Médaille de la jeunesse, des sports et de l'engagement associatif, argent
- Prix Georges-Hachette 2004 de la Société de géographie[14]